# Кронгауз, Юлий Семёнович
Юлий Семёнович Кронга́уз (1907—1958) — советский инженер, специалист по трансформаторостроению.

## Биография
Родился в Лодзи Петроковской губернии, в семье Симона Элиевича Кренгауза (1876—?), уроженца Краснополья (Чериковского уезда Могилёвской губернии), и Минки Шлёмовны Ионас (1884—?). Был старшим ребёнком в семье. Окончил ГЭМИКШ (1927).
1924—1926 рабочий-практикант Московского радиозавода.
1926—1952 Московский трансформаторный завод: практикант ОГК (отдела главного конструктора), инженер, начальник бюро РПН (регулирования напряжения под нагрузкой), с 1939 начальник ТО ОГК, с 1942 года главный инженер.
В 1952—1956 годах главный инженер Запорожского трансформаторного завода.
С 1956 главный специалист Госплана СССР.

## Награды и премии
- Сталинская премия третьей степени (1946) — за создание высоковольтных грозоупорных трансформаторо
- орден Трудового Красного Знамени
- орден «Знак Почёта»
- Сталинская премия 1951 года.